# Отгер (граф Жироны)
Отгер (кат. Otger; умер около 870) — граф Жироны (862—870).

## Биография
Происхождение графа Отгера точно не установлено. Предполагается, что он мог быть одним из знатных жителей Жироны, близким к назначаемым королями Западно-Франкского государства правителям этого города. Вероятно, первое упоминание об Отгере в исторических источниках относится к 22 января 850 года, когда некий Отгер был назван среди приближённых графа Жироны Вифреда I.
В 862 году король Карл II Лысый назначил Отгера правителем графства Жирона и пагуса Бесалу, сделав его здесь преемником маркграфа Готии Гумфрида, обвинённого королём в предательстве и злоупотреблении своей должностью.
Единственное достоверно подтверждённое известие о правлении Отгера относится к его участию в 866 году в государственной ассамблее в Кьерси, во время которой Карл Лысый по просьбе графа Жироны подписал хартию с привилегиями для монастыря Сан-Хулиа-дель-Монт. В 869 году имя Отгера снова упоминалось в одной из королевских дарственных грамот.
Предполагается, что Отгер мог скончаться вскоре после выдачи этого документа, так как уже в 870 году графство Жирона было передано королём Карлом II графу Барселоны Бернару Готскому.